# کاریمباری
کاریمباری (به لاتین: Karimbary) یک منطقهٔ مسکونی در ماداگاسکار است که در ونگایندرانو واقع شده‌است. کاریمباری ۴٬۰۰۰ نفر جمعیت دارد و ۲۲ متر بالاتر از سطح دریا واقع شده‌است.